# Sciara turrida
Sciara turrida är en tvåvingeart som beskrevs av Meijere 1913. Sciara turrida ingår i släktet Sciara och familjen sorgmyggor. Inga underarter finns listade i Catalogue of Life.